# Ronald Santanna Rodrigues
Ronald Santanna Rodrigues (Rio de Janeiro, 5 febbraio 1997) è un calciatore brasiliano, attaccante dell'Operário-PR.

## Carriera
Ronald è cresciuto nelle giovanili dell'Internacional, club con cui ha debuttato il 27 gennaio 2018 contro l'Avenida nel Campionato Gaúcho. Il 31 agosto 2018 si è trasferito in Portogallo al Boavista dove ha trascorso una stagione con la squadra B in quinta divisione. Il 20 maggio 2019 ha fatto ritorno in patria firmando con il Botafogo-SP.
In seguito a una stagione da protagonista sia in Série B sia nel Campionato Paulista è stato acquistato dal Botafogo appena retrocesso in seconda divisione. Con il club carioca ha vinto il campionato al termine della stagione.
Nel 2022 dopo aver disputato alcuni incontri del Campionato Carioca è stato prestato al Grêmio Novorizontino per la stagione 2022 di Série B. Nel 2023 è passato in prestito all'Água Santa per disputare il Campionato Paulista, e nel mese di aprile al Vila Nova per il campionato cadetto.

## Statistiche

### Presenze e reti nei club
Statistiche aggiornate al 25 luglio 2023.
| Stagione             | Squadra              | Campionato           | Campionato | Campionato | Coppe nazionali | Coppe nazionali | Coppe nazionali | Coppe continentali | Coppe continentali | Coppe continentali | Altre coppe | Altre coppe | Altre coppe | Totale | Totale | Totale |
| Stagione             | Squadra              | Comp                 | Pres       | Reti       | Comp            | Pres            | Reti            | Comp               | Pres               | Reti               | Comp        | Pres        | Reti        | Pres   | Reti   |        |
| -------------------- | -------------------- | -------------------- | ---------- | ---------- | --------------- | --------------- | --------------- | ------------------ | ------------------ | ------------------ | ----------- | ----------- | ----------- | ------ | ------ | ------ |
| 2017                 | Internacional        | PD/RS+A              | 0          | 0          | CB              | 0               | 0               |                    | -                  | -                  |             | -           | -           | 0      | 0      |        |
| 2018                 | Internacional        | PD/RS+A              | 1+0        | 0          | CB              | 0               | 0               |                    | -                  | -                  |             | -           | -           | 1      | 0      |        |
| 2018-2019            | Boavista B           | CD                   | 12         | 2          |                 | -               | -               |                    | -                  | -                  |             | -           | -           | 12     | 2      |        |
| 2019                 | Botafogo-SP          | B                    | 2          | 0          |                 | -               | -               |                    | -                  | -                  |             | -           | -           | 2      | 0      |        |
| 2020                 | Botafogo-SP          | A1/SP+B              | 13+32      | 1+5        |                 | -               | -               |                    | -                  | -                  |             | -           | -           | 45     | 6      |        |
| Totale Botafogo (SP) | Totale Botafogo (SP) | Totale Botafogo (SP) | 47         | 6          |                 | -               | -               |                    | -                  | -                  |             | -           | -           | 47     | 6      |        |
| 2021                 | Botafogo             | A1/RJ+B              | 13+15      | 0          | CB              | 1               | 0               |                    | -                  | -                  |             | -           | -           | 29     | 0      |        |
| 2022                 | Botafogo             | A1/RJ                | 4          | 0          | CB              | 0               | 0               |                    | -                  | -                  |             | -           | -           | 4      | 0      |        |
| Totale Botafogo      | Totale Botafogo      | Totale Botafogo      | 32         | 0          |                 | 1               | 0               |                    | -                  | -                  |             | -           | -           | 33     | 0      |        |
| 2022                 | Grêmio Novorizontino | B                    | 23         | 2          |                 | -               | -               |                    | -                  | -                  |             | -           | -           | 23     | 2      |        |
| 2023                 | Água Santa           | A1/SP                | 11         | 0          |                 | -               | -               |                    | -                  | -                  |             | -           | -           | 11     | 0      |        |
| 2023                 | Vila Nova            | B                    | 16         | 0          |                 | -               | -               |                    | -                  | -                  |             | -           | -           | 16     | 0      |        |
| Totale carriera      | Totale carriera      | Totale carriera      | 142        | 10         |                 | 1               | 0               |                    | -                  | -                  |             | -           | -           | 143    | 10     |        |

## Palmarès

### Club

#### Competizioni nazionali
- Campeonato Brasileiro Série B: 1

Botafogo: 2021

#### Competizioni statali
- Campionato Alagoano: 1

CRB: 2025